# Николай Ламбрев
Николай Ламбрев Ламбрев е български режисьор.

## Биография
Завършва специалност театрална режисура в НАТФИЗ „Кръстьо Сарафов“ в класа на професор Надежда Сейкова. Ламбрев е преподавател в Натфиз, както и режисьор в Театъра на българската армия. Режисира различни спектакли в театрите в Пловдив, Добрич, Стара Загора, Бургас Габрово, Варна, както и в Драматичен театър „София“, Народен театър „Иван Вазов“, Малък градски театър „Зад канала“, Общински театър „Възраждане“, Държавен пътуващ театър, Държавен сатиричен театър. Сред най-известните му спектакли са „Време разделно“, Големанов", „Двубой“, „Хамлет“, „Дванайсета нощ“, „Дървеница“, „Побъркани от любов“, „Мизантроп“, „Майстори“, „Котка върху горещ ламаринен покрив“, „И най-мъдрият си е малко прост“, „Малкият принц“, „Красива птичка с цвят зелен“, Църква за вълци", „Предградие“, „Секс, наркотици, рокендрол“, „Евридика“, „Хотел между тоя и оня свят“;

## Награди
- 2 награда на Национален преглед за „Българска драма и театър“ 1984;
- награда „Най-добър спектакъл“ на Национален преглед на „Българската драма и театър“ 1989;
- 1 награда на МО за спектакъла „Законодателят“;
- Наградата на град Пловдив за театрално творчество.

## Филмография
Като актьор
- Момчето си отива (1972)

Като режисьор
- Църква за вълци (2004)

Като сценарист
- Църква за вълци (2004)